# Ellwanger Berge

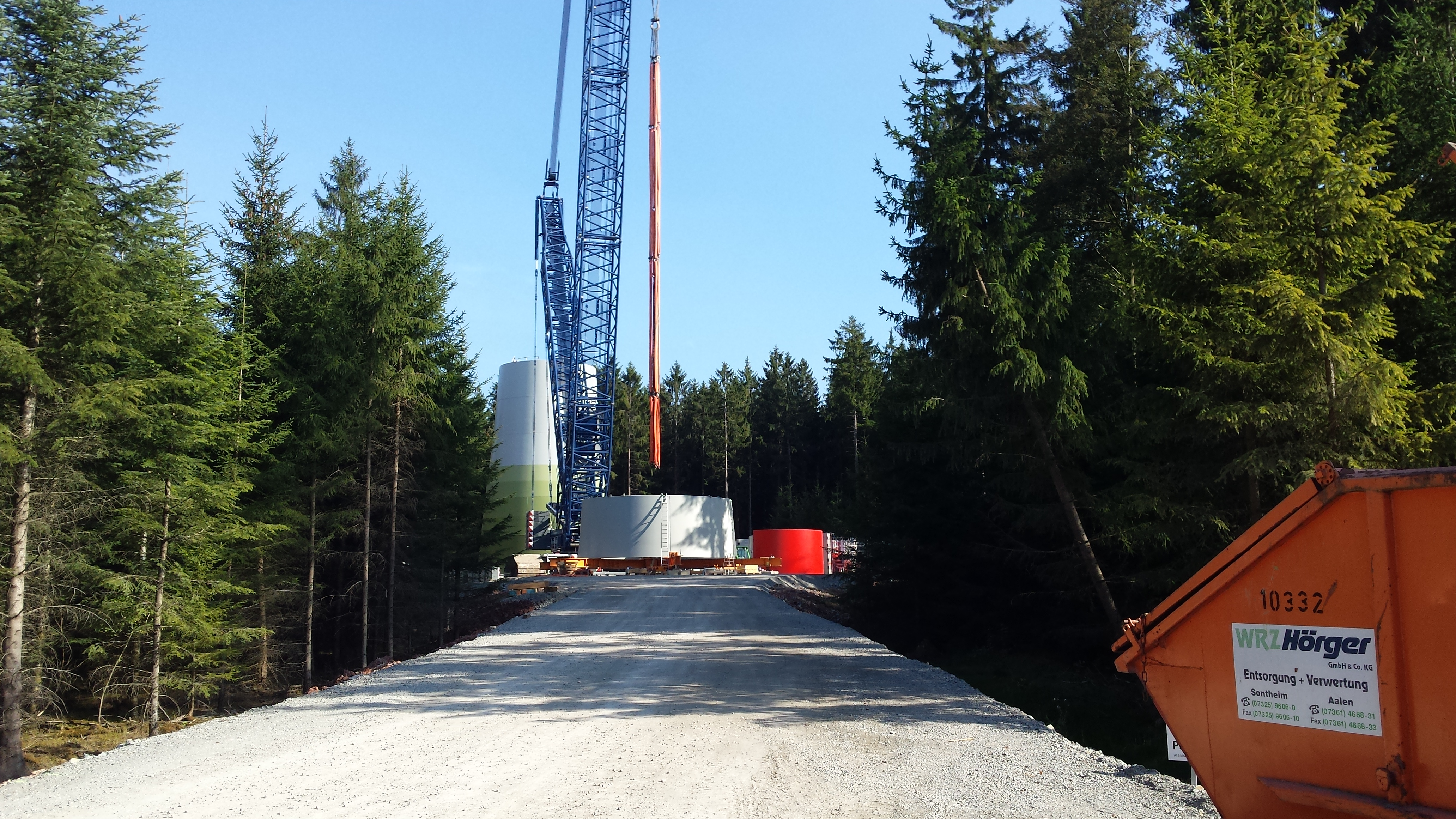
Bau einer Windkraftanlage im Windpark Ellwanger Berge (2016)

Die Ellwanger Berge sind nach der Gliederung des Handbuchs der naturräumlichen Gliederung Deutschlands von Meynen/Schmithüsen (1953–1962) die naturräumliche Teileinheit 108.70 der Schwäbisch-Fränkischen Waldberge (108) im Schwäbischen Keuper-Lias-Land (10). Sie bilden dabei zusammen mit der im Norden angrenzenden Teileinheit Burgberg-Vorhöhen und Speltachbucht (108.71) die Untereinheit 108.7 Ellwanger Berge und Randhöhen.
Von dieser naturräumlichen Definition weicht das landschaftliche Verständnis der Ansässigen teilweise ab; die östlichen Gebietsteile, vor allem jenseits der Jagst, aber teilweise schon ab Rosenberg zwischen Bühler und Jagst, werden zuweilen abgrenzend dem Virngrund zugerechnet.

## Geographische Lage
Die Ellwanger Berge liegen etwa 65 km nordöstlich von Stuttgart und rund 67 km ostsüdöstlich von Heilbronn (jeweils Luftlinie) im Osten der Schwäbisch-Fränkischen Waldberge im nordöstlichen Baden-Württemberg. Namengebend ist die Stadt Ellwangen im Ostalbkreis. Überregional bekannt wurden die Ellwanger Berge vor allem durch die gleichnamige Autobahnraststätte an der Bundesautobahn 7.
Die Ellwanger Berge grenzen reihum
- im Nordwesten an die naturräumliche Einheit Vellberger Bucht (127.5) im Naturraum Hohenloher und Haller Ebene (127) der Neckar- und Tauber-Gäuplatten (12);
- im übrigen Norden an die Crailsheimer Hardt (114.00) und das Zwergwörnitzbecken (114.01) im Naturraum Frankenhöhe (114), im Nordosten ans Dinkelsbühler und Feuchtwanger Hügelland (113.0) des Mittelfränkischen Beckens (113),  alle im Fränkischen Keuper-Lias-Land (11);
- im Südosten an die Pfahlheim-Rattstädter Liasplatten (102.12) und die Goldshöfer Terrassenplatten (102.11) sowie im Süden an die Platte von Neuler (102.10) des Östlichen Albvorlandes (102);
- im Südwesten an den Sulzbacher Wald (108.31) und im Westen an die Fischachbucht und Randhöhen (108.61) der Schwäbisch-Fränkischen Waldberge.[1][2]

Ungefähr an der Konturlinie der Ellwanger Berge liegen die Orte Bühlertann-Kottspiel, Frankenhardt-Hinteruhlberg, Stimpfach, Kreßberg-Bergbronn, Rainau-Schwabsberg, Neuler-Schönberger Hof, Abtsgmünd-Pommertsweiler, ab diesem Weiler liegen die Orte Adelmannsfelden-Bühler, Bühlerzell-Heilberg, Bühlerzell und wiederum Kottspiel an der nun die Grenze bildenden Bühler.
Die nordwestlichen und nördlichen Teile des Gebietes liegen im Landkreis Schwäbisch Hall, die übrigen im Ostalbkreis in Baden-Württemberg.
Der Bergrücken der Ellwanger Berge ist in seinen zentralen Teilen bis 569,5 m ü. NHN hoch, über der Ostgrenze erhebt sich der Hornberg an der etwas außerhalb liegenden Stufenkante zum Schwarzjura bis zu 584,2 m ü. NHN.

## Geologie
Die Ellwanger Berge sind ein Teil des Keuperberglandes vor der Stufenkante der Schwarzjura im Süden, der im Süden mit dem Schönberg, einer Waldkuppe im Herzbühl dazwischen und dem längeren Höhenrücken um Hinter- und Vorderlengenberg drei Zeugenberge hinterlassen hat. An ihren Hängen und zum Albvorland hin überdeckt der Knollenmergel mit deutlich geringerer Mächtigkeit den Stubensandstein (Löwenstein-Formation).
Dieser steht ansonsten im Süden und der Mitte der Landschaft flächenhaft an, er erreicht in den Ellwanger Berge eine Mächtigkeit von über 100 Metern. Im Norden folgt der ebenfalls flächenbildende Kieselsandstein (Hassberge-Formation), der Übergang ist in der Landschaft kaum zu erkennen. An der scharfen Stufenkante im Norden folgt einem meist schmalen Saum aus Schilfsandstein (Stuttgart-Formation) schnell der darunterliegende Gipskeuper (Grabfeld-Formation), dort endet im Norden die Landschaft.

## Berge
Der höchste Berg der Ellwanger Berge ist mit 570 m der Hohenberg, an dessen östlichem Fuß das Dorf Rosenberg-Hohenberg liegt. Der Berg ist eine steile, etwa 50 m über seine Umgebung herausragende Kuppe mit einem in Ost-West-Richtung verlaufenden etwa 300 m langen und etwa 100 m breiten Hochplateau. Außer dem Westabhang ist die gesamte Kuppe unbewaldet und bietet Ausblick über einen Großteil der Ellwanger Berge, im Süden bis hin zum Albtrauf. Auf der Kuppe treffen sich mehrere Wanderwege, aus Richtung Burgberg im Norden, Bühlerzell im Westen, vom Orrotsee im Osten, von Ellwangen im Südosten. Auf ihr steht die Jakobuskirche, eine Wallfahrtskirche; an der Steige vom Dorf herauf zieht ein Kreuzweg. Seit etlichen Jahren führt hier der Fränkisch-Schwäbische Jakobsweg vorbei, der von Rothenburg ob der Tauber über den Burgberg die Kirche erreicht und dann über Abtsgmünd-Wöllstein in Richtung Ulm weiterführt.
Ihm folgt mit 569 m Höhe gleich der Schönberg, 1,7 km nordnordöstlich von Neuler-Gaishardt. Er hat südlich des Gipfels eine etwa 100 m breite, aber etwa 700 m in Richtung Süden ziehende, etwas unruhige Hochfläche oberhalb von 560 m Höhe, ist zur Gänze bewaldet und erlaubt deshalb keinen Ausblick.
Etwa 2 km südlich bzw. südöstlich vom Schönberg liegen, linksseits des Franken- und dann des Sizenbachs, eine länglich und flache, leicht nach Südosten einfallende Jura-Hochfläche mit starkem Abfall gegen die umgebenden Täler, die an ihren höchsten Punkten über 540 m hoch ist und den Ellwangen-Schrezheimer Weiler Hinterlengenberg und dessen Wohnplatz Vorderlengenberg trägt. Der Großteil der Fläche wird intensiv landwirtschaftlich genutzt.
Weit über das begrenzende Bühlertal ragt ein markanter Westsporn der Berge bei Bühlertann auf, auf dem die Tannenburg steht.

### Gewässer
Die großen Flussachsen der Ellwanger Berge sind im Westen die Bühler, die südlich der Waldlandschaft entspringt, diese südwestlich begrenzt, von Pommertsweiler über Bühlerzell und Bühlertann nach Vellberg fließt und weiter nördlich in den Kocher mündet. Etwas weiter östlich fließt die Blinde Rot, die im Nordteil der Ellwanger Berge entspringt, über Adelmannsfelden in Richtung Südsüdosten fließt und einige Kilometer weiter südlich in den Kocher mündet. Antiparallel zu ihr nach Nordnordwesten läuft teils nahe am Ostrand der Landschaft die Jagst, die wie der Kocher bei Bad Friedrichshall-Jagstfeld in den Neckar mündet.
Zu den Stillgewässern gehört der Treibsee östlich von Bühlerzell-Kammerstatt.

## Flora
Die Ellwanger Berge zeigen auch in ihrer Pflanzenwelt typischen Mittelgebirgscharakter. Weite Flächen sind von Wald bedeckt. Die wichtigste Baumart ist die Fichte. Allerdings gedeiht auch die Weißtanne auf den wasserhaltigen Böden gut. Ursprünglich war sie neben der Buche die vorherrschende Baumart. Fichtenkulturen wurden erst im Zuge der intensiven forstwirtschaftlichen Nutzung angelegt.
Die Pflanzenwelt spiegelt weitgehend die geologischen Verhältnisse wider. Die sauren Böden des Stubensandstein beherbergen Pflanzen mit entsprechenden Ansprüchen: Vorwiegend in den Nadelwäldern ist die Blaubeere (Vaccinium myrtillus) nahezu auf dem gesamten Höhenzug zu finden. Die Ellwanger Berge bilden zusammen mit den Limpurger Bergen, Mainhardter Wald, Virngrund und den unmittelbar angrenzenden Regionen einen Verbreitungsschwerpunkt des Sprossenden Bärlapps (Lycopodium annotinum) in Baden-Württemberg. Nur wenige Vorkommen des Gewöhnlichen Flachbärlapps (Diphasiastrum complanatum) waren bekannt und Nachweise fehlen seit längerer Zeit. Vom Blattlosen Widerbart (Epipogium aphyllum), einer für den Stubensandstein eher untypischen Pflanze, war nur ein Standort bekannt; er ist dort seit den 1980er Jahren nicht mehr beobachtet worden.